# Birmingham, Alabama
Birmingham [ˈbɜrmɪŋhæm] är en stad i Jefferson County i den amerikanska delstaten Alabama.  År 2020 hade staden 200 733 invånare. I storstadsområdet Birmingham-Hoover metropolitan area var invånarantalet vid samma tid omkring 1 128 047 personer. Staden, som är den största i Alabama, är huvudort i Jefferson County. Birmingham har Alabamas största flygplats, Birmingham-Shuttlesworth International Airport.

## Historia
Birmingham grundades 1871 vid en järnvägsknutpunkt. Den är uppkallad efter den engelska staden Birmingham. Under sena 1800-talet och tidiga 1900-talet växte staden kraftigt, mycket på grund av sin stora mineraltillgång, och blev snart den ledande industristaden i staten. Stadens näringsliv har länge varit starkt baserat på stålproduktion. Även om den numera inte är lika framträdande som tidigare, spelar stålindustrin fortfarande en nyckelroll i ekonomin. Stadens största arbetsgivare är University of Alabama at Birmingham (UAB) med UAB Hospital (2011).

## Kända personer som fötts i Birmingham
- Emmylou Harris, sångerska
- Carl Lewis, friidrottare
- Carol Lewis, friidrottare
- Condoleezza Rice , politiker
- Courteney Cox, skådespelerska
- Mary Anderson (skådespelare, född 1918)
- Richard Shelby , politiker
- Hank Williams, countrymusiker (Mount Olive, Birmingham)
- Walton Goggins, skådespelare
- Preston Haskell, amerikansk företagsledare